# Großer Tscheremschan
Der Große Tscheremschan (russisch Большой Черемшан (Bolschoi Tscheremschan); tatarisch Олы Чирмешән / Olı Çirmeşän) ist ein 336 km langer linker Nebenfluss der Wolga in der Oblast Samara, Tatarstan und der Oblast Uljanowsk im Osten des europäischen Russlands.

## Verlauf
Der Große Tscheremschan entspringt etwa 5 km nordöstlich des Dorfes (Derewnja) Kljawlino im gleichnamigen Rajon der Oblast Samara in den Bugulma-Belebeier Höhen nahe der Grenze zur Republik Tatarstan. Von dort fließt er zunächst Richtung Nordwesten, wo er bei Tuarma Tatarstan erreicht. Für mehrere Kilometer markiert er nun die Grenze zwischen Tatarstan und der Oblast Samara.
Der Fluss beschreibt einen Bogen in westliche und südwestliche Richtung. Bei der Siedlung (Possjolok) Kamenni-Brod fließt er nochmals ganz auf samarischem Gebiet, wo er die Große Tarchanka aufnimmt. Etwa 10 km nordöstlich von Nurlat erreicht er dann Tatarstan. Hier fließt er in weiten Kurven in vorwiegend westlicher Richtung durch den Süden der Autonomen Republik.
Nach der Einmündung von Großer Sultscha und Temerlik wendet sich der Große Tschemerschan in südwestliche Richtungen. Er erreicht nochmals die Oblast Samara, deren äußersten nordwestlichen Zipfel er für nur etwa 10 km durchfließt, die Karmala aufnimmt und schließlich bei Nowotscheremschansk die Grenze zum Osten der Oblast Uljanowsk überfließt.
Hier mündet nach wenigen Kilometern der Kleine Tscheremschan ein. Der Große Tscheremschan fließt weiter in westliche und südwestliche Richtungen durch ein von Kiefernmischwäldern geprägtes Tal. Bei Dimitrowgrad erreicht der Fluss schließlich die zum Kuibyschewer Stausee aufgestaute Wolga.
Der Große Tscheremschan, der durchschnittlich von November bis April gefroren ist, führt vom April bis Mai Hochwasser, wo durchschnittlich 70 % der jährlichen Abflussmenge auftreten. Der Fluss ist bei Anglern und Bootswanderern wegen seiner landschaftlich reizvollen Lage sehr beliebt.